# Ha-Gusz ha-Tanachi
Ha-Gusz ha-Tanachi (hebr. הגוש התנ''כי, dosł. Blok Biblijny) – pierwsza izraelska chrześcijańsko-żydowska partia polityczna powstała w 2018 roku przed wyborami w kwietniu 2019 roku. Została założona przez Denisa Awiego Lipkina, mieszkańca osiedla Kedar.

## Powstanie i program
Partia powstała w celu ochrony wyznawców judaizmu i chrześcijan w Ziemi Izraela oraz w celu reprezentowania wszystkich, którzy dążą do propagowania i ochrony zachodnich standardów i tradycji judeochrześcijańskiej. Lipkin chciał oprzeć się na chrześcijanach i osobach świeckich, które przybyły z Rosji do Izraela oraz chrześcijańskich Arabach. Partia skupia chrześcijan (głównie protestantów), żydów tradycyjnych (tzw. masortijim) i mesjanistycznych.
Program partii zakłada:
- szerzenie nauk Abrahama, Izaaka i Jakuba oraz wiary w Mesjasza, który był Żydem i mówił po hebrajsku,
- stanie na straży integralności Izraela jako państwa żydowskiego i przeciwstawianie się jakiemukolwiek oddawaniu terytorium państwa,
- ochronę wszystkich ludzi żyjących zgodnie z Biblią. Tyczy się to także ochrony chrześcijańskich Arabów przed czystkami w Gazie i na Zachodnim Brzegu,
- działalność w celu konsolidacji środowisk judeochrześcijańskich w walce z terroryzmem w obronie demokracji i zachodnich wartości,
- działalność propagandową w celu poprawy wizerunku Izraela w świecie,
- działania na rzecz promocji ekonomicznej Izraela w świecie,
- promowanie żydowskiej i chrześcijańskiej emigracji do Izraela z Bliskiego Wschodu i całego świata w celu uniknięcia kolejnych ludobójstw[4][5].

## Historia

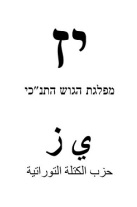
Karta wyborcza Bloku Biblijnego z kwietnia 2019 roku

### Wybory w kwietniu 2019 roku
W kwietniowych wyborach partia zdobyła 353 głosy.

### Wybory we wrześniu 2019 roku
Lista partii na wybory wrześniowe:
| 1. Denis Lipkin 2. Chana Chawa 3. Dawid Sosino 4. Dawid Fridman 5. Micha’el Ja’akow Bar-Neder 6. Klas Beker 7. Maksim Ribkin 8. Jana Ledniow |

W wyborach partia otrzymała 497 głosów (0,01%).

## Kontrowersje
Mimo że partia nie należy do wpływowych w kraju, to jej funkcjonowanie wywołało kontrowersje. Sam Lipkin uważał, że Izrael jest państwem, w którym chrześcijanie nie mają dostatecznej reprezentacji. Stwierdził dodatkowo, iż rząd powinien otworzyć się na żydów mesjanistycznych, którzy są dyskryminowani. Kooperację chrześcijańsko-żydowską postrzega jako element mogący uchronić Państwo Izrael przed zatraceniem. Program partii koncentruje się wyłącznie na grupach, dla których najświętszą księgą jest Biblia. Wyklucza to muzułmanów i mimo pokojowego programu dzieli społeczność arabską ze względu na wyznanie. Botrus Mansour z Lausanne Initiative for Reconciliation in Israel/Palestine postrzega Ha-Gusz ha-Tanachi za partię dzielącą Arabów w Izraelu i chcącą amerykanizować politykę izraelską na modłę prawicowych protestantów ze Stanów Zjednoczonych. Mansour opisał Lipkina jako polityka reprezentującego jastrzębią prawicę, co w żadnym przypadku nie sprawi, że Arabowie zagłosują na jego ugrupowanie. Krytyka partii pojawiła się także w kręgach ortodoksyjnych. Blok Biblijny jawi się jako partia dyskryminująca ze względu na wyznanie oraz partia rasistowska, która wspiera Izrael ze względu na antyarabskość. Co więcej, nierealna jest także obrona cywilizacji judeochrześcijańskiej, która według Moshe Mordechaia von Zuidena, nigdy nie istniała. Dla rabina Elijahu Kaufmana Ha-Gusz ha-Tanachi jest ugrupowaniem ewangelikalnym, które chce wtargnąć do Knesetu i prowadzić działalność misyjną. Dodatkowo partia ta, według rabina, prezentuje typowy amerykański mesjanizm, chcący skłonić żydów do przejścia na chrześcijaństwo, co miałoby przyspieszyć przyjście Mesjasza. Kaufman postrzega Blok Biblijny jako inkwizycję, która chce mówić żydom w jaki sposób mają czytać i interpretować słowa Boga. Rabin nazwał ją partią prześladowań religijnych.